# Celano Football Club Olimpia 2007-2008
Questa voce raccoglie le informazioni riguardanti il Celano Football Club Olimpia nelle competizioni ufficiali della stagione 2007-2008.

## Stagione
Riesce ad arrivare ai play-off del girone C di Serie C2 e batte il Pescina Valle del Giovenco per un complessivo 3-2; in finale affronta quindi il Real Marcianise; nella gara d'andata a Celano il Marcianise pareggia 0-0. Nel ritorno dell'8 giugno 2008, viene però sconfitto al Progreditur di Marcianise per 3-1.

## Rosa
| N. |                      | Ruolo | Calciatore            |
| -- | -------------------- | ----- | --------------------- |
|    | Italia (bandiera)    | D     | Danilo Bacchi         |
|    | Italia (bandiera)    | C     | Dario Barraco         |
|    | Argentina (bandiera) | C     | Carlos Barrionuevo    |
|    | Argentina (bandiera) | A     | Pablo Bastianini      |
|    | Italia (bandiera)    | A     | Gerlando Contino      |
|    | Italia (bandiera)    | P     | Severo De Felice      |
|    | Italia (bandiera)    | D     | Alessandro Del Grosso |
|    | Francia (bandiera)   | D     | Sebastian De Maio     |
|    | Italia (bandiera)    | A     | Federico Dionisi      |
|    | Italia (bandiera)    | C     | Alessandro Gadau      |
|    | Italia (bandiera)    | C     | Vincenzo Giannusa     |
|    | Italia (bandiera)    | A     | Marco Giordano        |
|    | Italia (bandiera)    | C     | Giovanni Langella     |

| N. |                   | Ruolo | Calciatore          |
| -- | ----------------- | ----- | ------------------- |
|    | Italia (bandiera) | A     | Gaetano Lo Coco     |
|    | Italia (bandiera) | C     | Francesco Mazzarani |
|    | Italia (bandiera) | C     | Francesco Mignona   |
|    | Italia (bandiera) | D     | Luigi Morgante      |
|    | Italia (bandiera) | A     | Maikol Negro        |
|    | Italia (bandiera) | D     | Alfonso Pepe        |
|    | Italia (bandiera) | C     | Matteo Ranieri      |
|    | Italia (bandiera) | C     | Massimo Scoponi     |
|    | Italia (bandiera) | D     | Giacomo Villa       |
|    | Italia (bandiera) | C     | Graziano Villa      |
|    | Italia (bandiera) | P     | Sabino Vurchio      |
|    | Italia (bandiera) | D     | Damiano Zanon       |